# Comeblack
Comeblack – osiemnasty album studyjny niemieckiej rockowej grupy Scorpions wydany 4 listopada 2011 roku przez wytwórnię Sony Music.
Album składa się z ponownie nagranych starych przebojów zespołu oraz coverów popularnych w latach 60. i 70 utworów rockowych. Plany wydania albumu zostały ogłoszone 3 października 2011 roku, zaś premiera nastąpiła 4 listopada 2011 roku. Album został wydany przez Sony Music na CD oraz płytach gramofonowych.

## Lista utworów
(na podstawie materiału źródłowego)
| 1.  | "Rhythm of Love" (pierwotnie z albumu Savage Amusement)               | 3:39  |
|     |                                                                       |       |
| 2.  | "No One Like You" (pierwotnie z albumu Blackout)                      | 4:06  |
|     |                                                                       |       |
| 3.  | "The Zoo" (pierwotnie z albumu Animal Magnetism)                      | 5:38  |
|     |                                                                       |       |
| 4.  | "Rock You Like a Hurricane" (pierwotnie z albumu Love at First Sting) | 4:15  |
|     |                                                                       |       |
| 5.  | "Blackout" (pierwotnie z albumu Blackout)                             | 3:48  |
|     |                                                                       |       |
| 6.  | "Wind of Change" (pierwotnie z albumu Crazy World)                    | 5:08  |
|     |                                                                       |       |
| 7.  | "Still Loving You" (pierwotnie z albumu Love at First Sting)          | 6:43  |
|     |                                                                       |       |
| 8.  | "Tainted Love" (cover Glorii Jones)                                   | 3:27  |
|     |                                                                       |       |
| 9.  | "Children of the Revolution" (cover T. Rex)                           | 3:33  |
|     |                                                                       |       |
| 10. | "Across the Universe" (cover The Beatles)                             | 3:17  |
|     |                                                                       |       |
| 11. | "Tin Soldier" (cover Small Faces)                                     | 3:14  |
|     |                                                                       |       |
| 12. | "All Day and All of the Night" (cover The Kinks)                      | 3:15  |
|     |                                                                       |       |
| 13. | "Ruby Tuesday" (cover The Rolling Stones)                             | 3:55  |
|     |                                                                       |       |
|     |                                                                       | 53:58 |
|     |                                                                       |       |

## Twórcy
Źródło
| Scorpions w składzie - Klaus Meine – śpiew - Rudolf Schenker – gitara, wokal wspierający - Matthias Jabs – gitara, talk‐box - Paweł Mąciwoda – gitara basowa - James Kottak – perkusja, wokal wspierający | Personel - Mikael Andersson – produkcja, realizacja nagrań, miksowanie, wokal wspierający - Martin Hansen – producent, realizacja nagrań, miksowanie, wokal wspierający - Kevin Hahn – inżynieria dźwięku - Hans-Martin Buff – inżynieria dźwięku, edycja - Marc Ebermann – inżynieria dźwięku, edycja - Ryan Smith – mastering - Dirk Illing – projekt okładki |